# Pedro Silva (football)
Pour les articles homonymes, voir Pedro Silva et Silva.
Pedro Alves da Silva, plus communément appelé Pedro Silva, est un footballeur brésilien né le 25 avril 1981 à Brasília. Il évolue au poste d'arrière-droit, voire gauche.

## Carrière
| Période           | Club                 | Pays     |
| 1999-2003         | SE Palmeiras         | Brésil   |
| 2004              | EC Vitória           | Brésil   |
| 2005(août)        | SC Internacional     | Brésil   |
| 2005-2006         | Académica de Coimbra | Portugal |
| 2006(juin)-2006   | Santos FC            | Brésil   |
| 2006-2007(août)   | SC Corinthians       | Brésil   |
| 2007-2010(août)   | Sporting CP          | Portugal |
| Depuis 2010(août) | Portimonense SC      | Portugal |

## Palmarès
| Année        | Titre                                   | Club / Sélection | Pays     |
| 1999         | Vainqueur de la Copa Libertadores       | SE Palmeiras     | Brésil   |
| 2006         | Champion de São Paulo                   | Santos FC        | Brésil   |
| 2005         | Champion de l'État du Rio Grande do Sul | SC Internacional | Brésil   |
| 2004         | Champion de Bahia                       | EC Vitória       | Brésil   |
| 2003         | Champion du Brésil de D2                | SE Palmeiras     | Brésil   |
| 2007 et 2008 | Vainqueur de la Coupe du Portugal       | Sporting CP      | Portugal |
| 2007 et 2008 | Vainqueur de la Supercoupe du Portugal  | Sporting CP      | Portugal |
| 1999         | Finaliste de la Coupe intercontinentale | SE Palmeiras     | Brésil   |
| 2000         | Finaliste de la Copa Libertadores       | SE Palmeiras     | Brésil   |
| 1999 et 2000 | Finaliste de la Copa Mercosur           | SE Palmeiras     | Brésil   |
| 2008 et 2009 | Finaliste de la Carlsberg Cup           | Sporting CP      | Portugal |